# 伊索拉
伊索拉（法語：Isola，法語發音：[izɔla]）是法国滨海阿尔卑斯省的一个市镇，位于该省北部，和意大利接壤，属于尼斯区。

## 地理
伊索拉（44°11'9"N, 7°3'8"E）面积97.98 平方千米，位于法国普罗旺斯-阿尔卑斯-蓝色海岸大区滨海阿尔卑斯省，该省份为法国东南部沿海省份，南濒地中海，西南至瓦尔省，西北接上普罗旺斯阿尔卑斯省，北部和东部与意大利接壤。
与伊索拉接壤的市镇（或旧市镇、城区）包括：伯伊、鲁比永、鲁尔、蒂内河畔圣艾蒂安、蒂内河畔圣索沃尔、瓦尔德布洛尔、瓦尔迪耶里、维纳迪奥。

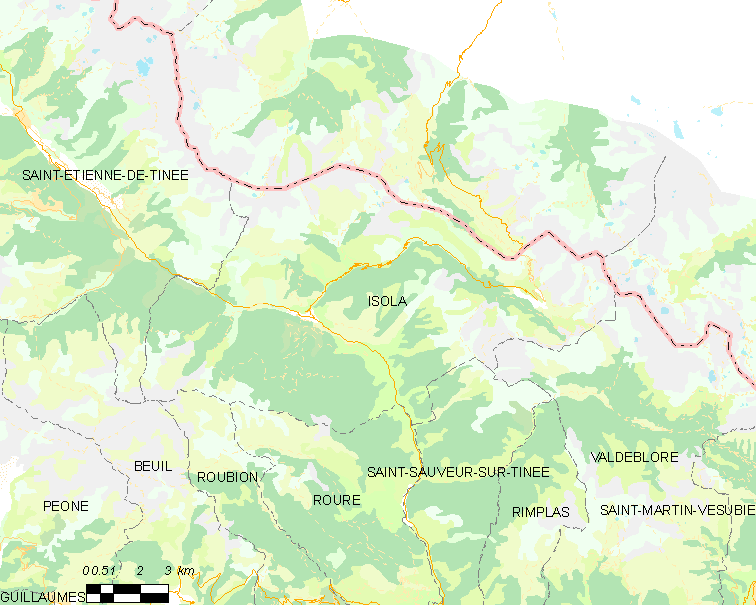
伊索拉的OSM定位图

伊索拉的时区为UTC+01:00、UTC+02:00（夏令时）。

## 行政
伊索拉的邮政编码为06420，INSEE市镇编码为06073。

## 政治
伊索拉所属的省级选区为图雷特勒旺斯县。

## 人口

1962-2008年间伊索拉人口变化图示

伊索拉于2022年1月1日时的人口数量为652人。